# 阿根廷足球全國聯賽
阿根廷足球全國联赛（西班牙語：Primera Nacional），是阿根廷足球联赛系统的第 2 級別，由阿根廷足球协会管理。
首名升入甲级联赛，第2至13名参加附加赛。